# 캐피털 에어리어 멀티모달 게이트웨이

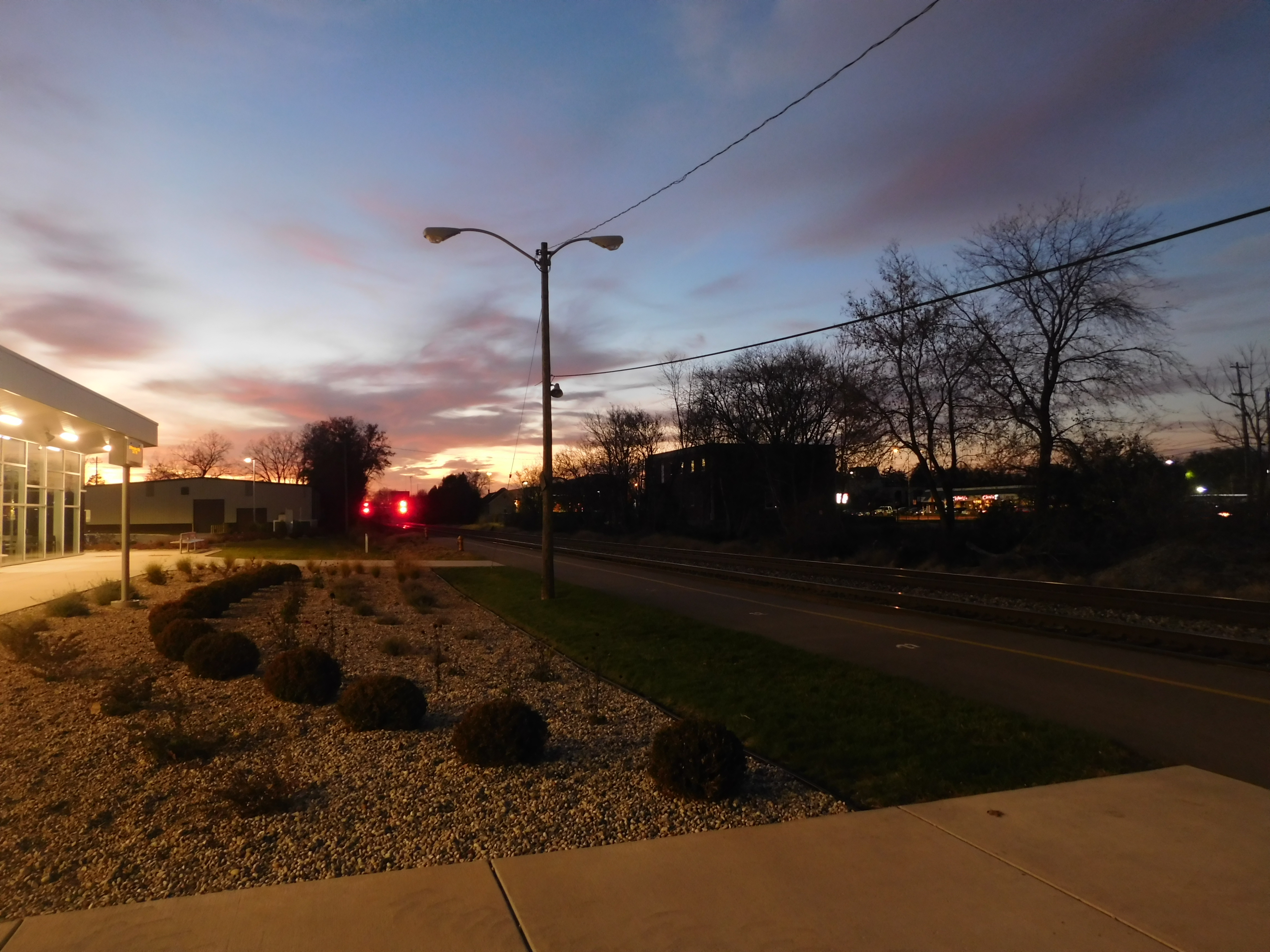

캐피털 에어리어 멀티모달 게이트웨이(Capital Area Multimodal Gateway) 또는 이스트랜싱역(East Lansing Station)은 미시간주 이스트랜싱에 있는 복합 환승역이다. 수도권 교통공사(CATA)에서 운영하는 이 역에는 암트랙 블루워터 (열차)(Amtrak Blue Water) 여객 열차, 시내버스, 시외버스가 정차한다. 1974년부터 운영되어 온 인근 암트랙 및 버스 정류장을 대체하기 위해 2015년에 개통했다.

## 설명
7,300제곱피트(680m²) 규모의 이 역 건물에는 공용 대기실, 매점, 암트랙 및 시외버스 매표소, 그리고 공중화장실이 있다. 또한, 역무원이 없는 시간이나 휴무 시간 동안 이용 가능한 세 개의 내부 현관이 있다. 역 외부에는 암트랙 및 시외버스 이용자를 위한 별도의 지붕이 있는 대기실, 자전거 보관소, 고객 승하차 공간, 그리고 150대의 장기 주차 공간이 있다.

## 승객 통계
| 연도 | 총 승객 | % 변화 |
| ---- | ------- | ------ |
| 2000 | 27,661  | -12.5% |
| 2001 | 26,216  | -5.2%  |
| 2002 | 23,502  | -10.4% |
| 2003 | 22,495  | -4.3%  |
| 2004 | 33,404  | +48.5% |
| 2005 | 40,577  | +21.5% |
| 2006 | 45,212  | +11.4% |
| 2007 | 48,025  | +6.2%  |
| 2008 | 51,161  | +6.5%  |
| 2009 | 51,280  | +0.2%  |
| 2010 | 62,241  | +21.4% |
| 2011 | 66,400  | +6.7%  |
| 2012 | 64,975  | -2.1%  |
| 2013 | 65,894  | +1.4%  |
| 2014 | 64,827  | -1.6%  |
| 2015 | 64,357  | -0.7%  |
| 2016 | 66,321  | +3.1%  |
| 2017 | 68,405  | +3.1%  |

## 저명한 주변 장소
- 미시간 주립 대학교
- 랜싱